# Тилен, Карл-Хайнц
Карл-Хайнц Тилен (нем. Karl-Heinz Thielen; род. 2 апреля 1940, Люнен, Вестфалия) — западногерманский футболист, нападающий.

## Карьера

### Клубная карьера
Во взрослом футболе дебютировал в 1959 году в клубе «Кёльн», где играл на протяжении всей своей карьеры, продолжавшейся 14 лет.
В сезоне 1961/62 вместе с клубом стал чемпионом Германии, а в сезоне 1963/64 завоевал второй чемпионский титул. 7 декабря 1963 года Тилен забил все пять голов клуба в матче против «Кайзерслаутерна». Всего в составе клуба сыграл в 295 матчах, забив 100 голов.
После завершения игровой карьеры Тилен работал футбольным тренером и агентом.

### Карьера в сборной
В 1964 году дебютировал в официальных матчах в составе национальной сборной ФРГ. Всего в её составе сыграл в двух товарищеских матчах, не забив ни одного гола.

## Достижения
«Кёльн»
- Чемпион Германии: 1961/62, 1963/64
- Обладатель Кубка Германии: 1968